# Otley (Suffolk)
Otley is een civil parish in het bestuurlijke gebied Suffolk Coastal, in het Engelse graafschap Suffolk.

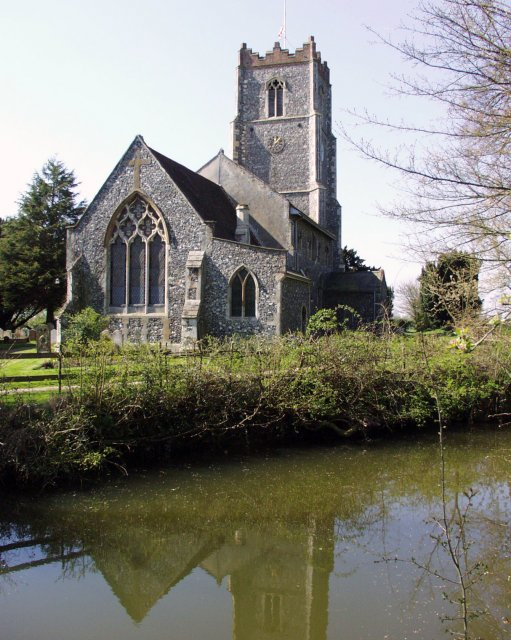
Kerk van Otley